# Вольфрам Айленбергер
Вольфрам Айленбергер (нім. Wolfram Eilenberger; нар. 7 серпня 1972 року у Фрайбурзі в Брайсгау) — німецький письменник, філософ і журналіст.

## Біографія
Вольфрам Айленбергер народився у Фрайбурзі в Брайсгау в родині урядового радника Лотара Айленбергера та його дружини Єви, уродженої Рейнбольдт, фізіотерапевтки за фахом. Виріс у Карлсруе-Вальдштадті. Після закінчення гімназії Отто-Гана в Карлсруе він вивчав філософію, психологію та романістику в Гейдельберзі, Турку та Цюріху.
За підтримки докторської стипендії Німецького національного академічного фонду він здобув ступінь доктора філософії в Цюрихському університеті в 2008 році, захистивши дисертацію про філософію культури Михайла Бахтіна під керівництвом Міхаеля Гампе.
Айленбергер розпочав свою журналістську роботу в 1999 році, серед іншого, як колумніст Ради з етики для тижневика Die Zeit, а також як автор колонок так «спортивної філософії» «Наживо з Вежі зі слонової кістки» в берлінській Tagesspiegel. З 2003 по 2010 рік працював «філософським кореспондентом» щомісячного журналу Cicero під керівництвом головного редактора Вольфрама Ваймера.
З 2011 по 2017 рік був головним редактором журналу «Філософія». 2017 року він пішов звідти за власним бажанням, щоб присвятити себе переважно написанню книжок.
З 2018 року разом із Барбарою Блейш та Івом Боссаром він увійшов до команди модераторів Sternstunde Philosophy на швейцарському телебаченні SRF. З моменту заснування цієї програми у 2013 році він також входив до програмного менеджменту міжнародного філософського фестивалю phil.cologne разом зі Свенєю Фласпьолер, Гертом Скобелем і Юргеном Вібіке.
Айленбергер одружений з фінською баскетболісткою, колишньою учасницею збірної Фінляндії Піа-Марією Пяйвіо. Подружжя має двох дорослих дочок і живе в Берліні.

## Доробок
Наративні нон-фікшн книги Айленбергера, відзначені багатьма нагородами та перекладені 30 мовами (станом на березень 2023 року). Айленберг є одним з найбільш перекладених сучасних авторів нон-фікшн німецькою мовою.

### Час чарівників(2018)
Айленбергер досяг міжнародного визнання завдяки своїй книзі «Час чарівників — велике десятиліття філософії 1919—1929», опублікованій Klett-Cotta у березні 2018 року, за яку він отримав Баварську книжкову премію у 2018 році та відому Prix du Meilleur у Франції у 2019 році в категорії «Есеїстика» (книжка перекладена французькою під назвою Le Temps des Magiciens). Робота, присвячена філософам Людвігу Вітгенштейну, Ернсту Кассіреру, Вальтеру Беньяміну та Мартіну Гайдеггеру, перебувала в списку бестселерів Spiegel більш як сім місяців після публікації. Вона була перекладена кількома мовами, а також була в списках бестселерів в Італії, Іспанії та Данії.

### Вогонь свободи(2020)
Восени 2020 року вийшла праця Айленберґера «Вогонь свободи — порятунок філософії в темні часи 1933—1943». Ця книга, тематичним центром якої є філософи Ханна Арендт, Сімона де Бовуар, Сімона Вайль та Айн Ренд під час Другої світової війни, також була в списку бестселерів Spiegel протягом багатьох місяців і отримала велике визнання як на національному, так і на міжнародному рівнях. Подібно до Time of the Magicians у 2018 році, Fire of Freedom також був у короткому списку премії Tractatus (2021). Ельке Шміттер високо оцінила роботу в Der Spiegel: "Незалежно від того, що раніше знали про мислення в 20 столітті: тут людина стає мудрішою в захоплюючий спосіб, а Томас Рібі оцінив у NZZ: «Айленбергер розповідає блискуче, точно аргументує і пише важливу главу в історії філософії XX століття, яка ще не була написана». Данська газета Weekend Avisen заявила, що Fire of Freedom «принаймні так само добре написана, як і її попередниця (Time of the Wizards)».

### Інші праці
Навесні 2010 року вийшла книга Айленбергера Finnen von Sinnen: About someone who set up to brave a Finnish Woman, яка 17 тижнів була в списку бестселерів Spiegel (нон-фікшн). Книга була опублікована фінською мовою навесні 2011 року у видавництві Siltala під назвою Minun suomalainen vaimoni і також швидко стала бестселером у Фінляндії.
У 2009 році була опублікована дисертація Айленбергера про філософію Михайла Бахтіна під назвою «Становлення людини в слові». Райнер Ґрюбель оцінив книгу як «внесок у філософію людського спілкування як основу теорії культури», але її розкритикували з погляду філології. Айленбергер працював переважно з англійськими перекладами й ігнорував російськомовну вторинну літературу.
У 2005 році Ейленбергер опублікував вступ до філософії на основі повсякденних ситуацій під назвою «Філософія для всіх, хто ще має плани», за що він отримав премію Міндельгайма з філософії в 2011 році.

### Публіцистична та спортивно-журналістська діяльність
Айленбергер регулярно публікує есе на політичні та культурні теми, наприклад, у Der Spiegel, Die Welt та El País. З 2020 року веде колонку «Серед нас» для журналу Philosophy. З 2021 року він періодично модерує філософську програму «Sein und Streit» на Deutschlandfunk Kultur.
З самого початку своєї журналістської роботи Айленбергер, який отримав ліцензію B від Футбольної асоціації Бадена в 1991 році, а також грає в лівому півзахисті німецької національної авторської команди Autonama, писав про спорт і особливо футбол. Виступає також як експерт на радіо та телебаченні.
Айленбергер є фанатом ФК «Баварія» Мюнхен. Однак у вересні 2015 року він звинуватив клуб у тому, що той ставить під загрозу свою ідентичність; Айленбергер висловився за повернення Улі Генесса й особливо розкритикував роботу спортивного директора Маттіаса Заммера.
Айленбергер виступав і виступає проти відеодоказів у футболі з 2018 року.
Стаття під назвою «Гандбол: Альтернатива для Німеччини» у Zeit Online викликала бурхливу полеміку у 2016 році. Айленбергер критикував гандбол як «спорт скандальних буржуа» і особливо нарікав на недостатню інтеграцію цього виду спорту для молодих людей, що походять з родин мігрантів. Полемічний виступ викликав широку та продуктивну дискусію.

## Академічна діяльність
З 2010 по 2012 рік Айленбергер працював викладачем в Університеті Торонто, Канада. У 2016 році він був запрошеним професором Макса Кейда в Університеті Індіани в Блумінгтоні, а також викладає курси наукової комунікації в ETH Zurich з 2020 року. За даними Google Scholar (станом на березень 2023 року), h-індекс Ейленбергера, який вимірюється з 2018 року, має значення 7.

## Нагороди

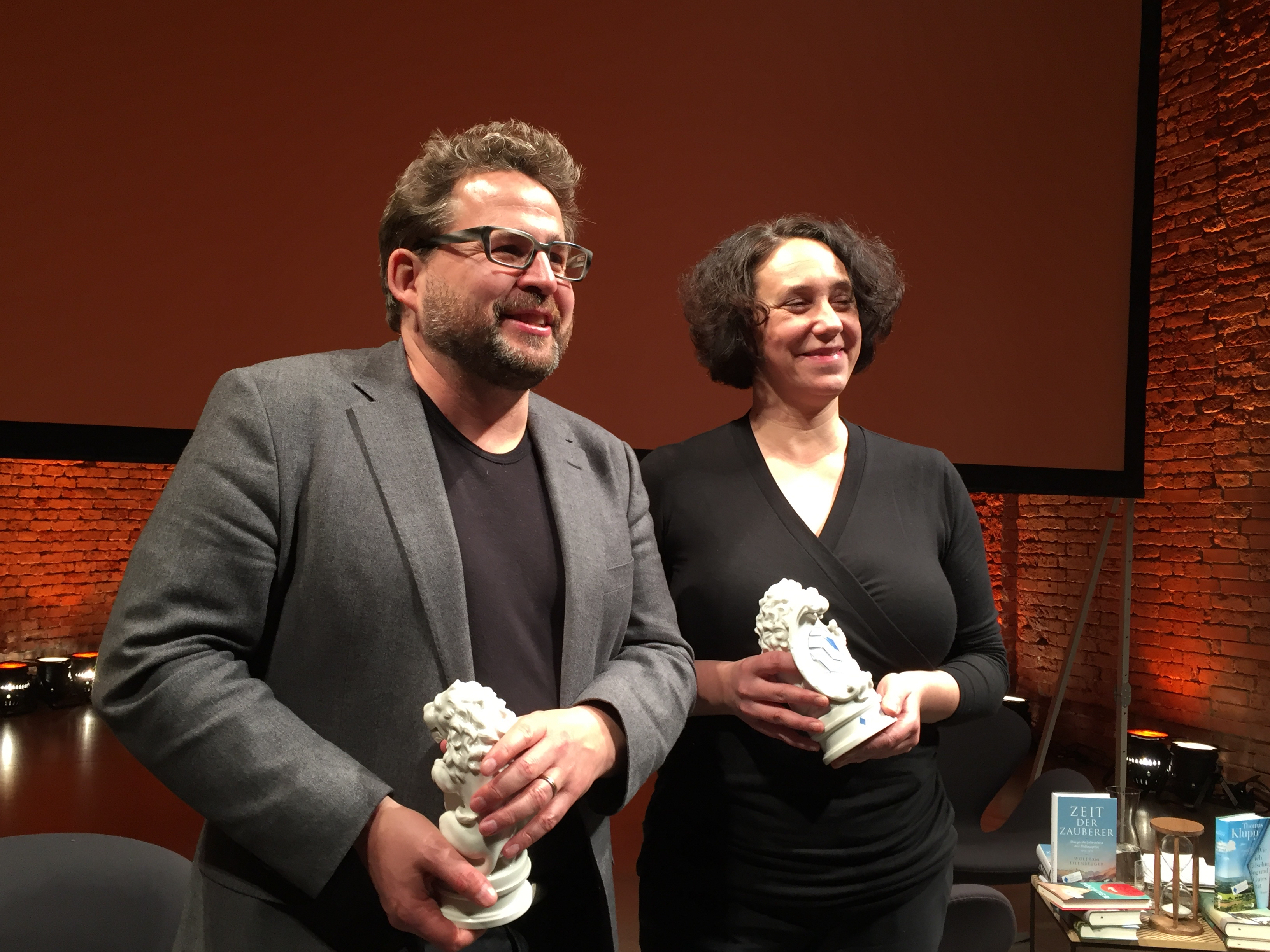
Баварська книжкова премія 2018 — переможці Вольфрам Айленбергер (нон-фікшн) і Люсі Фріке (художня література)

- Філософська премія Міндельгайма 2011 року за книгу «Філософія для всіх, хто ще має плани».
- Баварська книжкова премія 2018, категорія «Нехудожня література», за «Час магів»
- 2019 Prix du Meilleur livre étranger, категорія «Есе», за «Час магів» (перекладено французькою під назвою «Чарівні часи»)
- 2022 Media Prize for Quality Journalism (як член редакційної групи Sternstunde Philosophy)

## Вибрані публікації
- Philosophie für alle, die noch etwas vorhaben. Berlin Verlag, 2005, ISBN 978-3-8270-0581-6. 2. Auflage: Berliner Taschenbuch-Verlag, Berlin, 2007, ISBN 978-3-8333-0476-7.
- Lob des Tores: 40 Flanken in Fußballphilosophie. Berliner Taschenbuch-Verlag, Berlin, 2006, ISBN 3-8333-0361-1.
- This is not America: Philosophen sprechen über die Lage des Landes. Matthes und Seitz, 2008, ISBN 978-3-88221-738-4.
- Das Werden des Menschen im Wort: Eine Studie zur Kulturphilosophie Michail M. Bachtins. Chronos, Zürich, 2009, ISBN 978-3-0340-0923-2 (Zugl.: Zürich, Univ., Diss., 2008).
- Kleine Menschen, große Fragen: 20 philosophische Fragen für die Erwachsenen von morgen — und heute. Berlin-Verlag, Berlin, 2009, ISBN 978-3-8270-0827-5. Berliner Taschenbuch-Verlag, Berlin, 2010, ISBN 978-3-8333-0667-9.
- Finnen von Sinnen: Von einem, der auszog, eine finnische Frau zu heiraten. Blanvalet, München, 2010, 2012², ISBN 978-3-442-37583-7.
- Kanada kann mich mal: Von einem, der mit seinen Kindern in die Ferne zog. Blanvalet, München, 2012, ISBN 978-3-7645-0404-5.
- als Hrsg.: Der Tatort und die Philosophie. Schlauer werden mit der beliebtesten Fernsehserie. Tropen, Stuttgart 2014, ISBN 978-3-608-50327-2.
- Zeit der Zauberer: Das große Jahrzehnt der Philosophie 1919—1929. Klett-Cotta, Stuttgart 2018, ISBN 978-3-608-94763-2.
- Feuer der Freiheit: Die Rettung der Philosophie in finsteren Zeiten (1933—1943). Klett-Cotta, 2020, ISBN 978-3-608-96460-8.
- Das Ruhrgebiet. Versuch einer Liebeserklärung. Tropen, Stuttgart 2021, ISBN 978-3-608-50507-8.